# Namakunde
Namakunde è un municipio dell'Angola appartenente alla provincia di Cunene. Ha 151.657 abitanti (stima del 2006) ed una superficie di 10.701 km².

## Storia
Namacunde fu fondata nel 1900 dal missionario tedesco Wilhelm Ickler. Nel novembre 1915 i tedeschi lasciarono Namacunde, poiché divenne una stazione di confine tra l'Africa occidentale portoghese e l'Africa sudoccidentale.

## Infrastrutture e trasporti
Namakunde si trova sul percorso della ferrovia proposta che collega l'Angola e la Namibia e sulla strada che la collega a Oshikango, Angola.